# Lykaia (roman)
Pour les fêtes de la Grèce antique, voir Lykaia.
Lykaia est un roman policier de l'écrivain français DOA publié en 2018, de tendance thriller ou thriller érotique BDSM.

## Composition
Le texte est composé de 34 chapitres.
- La fin muette de la nuit (p. 13)
  - Haine (p. 15)
  - Colère (p. 47)
- Folie à deux  (p. 123)
  - Lamentation (p. 125)
  - Oubli (p. 186)
- Kairos (p. 231)
  - Affliction (p. 233)
- Remerciements (p. 243)

## Intrigue
Le texte commence par un spectacle, proposé aux seuls initiés d'un club de Berlin-Est, le Bunk'r, en sixième sous-sol : un couple a une relation érotique, pendant que l'homme subit une opération chrirurgicale d'une tumeur.
Le spectacle de supplices (et de chirurgie) est réalisé en public et retransmis en direct, sur abonnement. L'ensemble est enregistré, avec au moins une caméra endoscopique, pour le compte des studios de Silling, gérés par un groupe de Serbes.
L'opérateur est un véritable chirurgien, qui a arrêté deux ans plus tôt l'esthétique après un incendie d'hôpital : corps solide, haut du torse et du visage ravagé, avant-bras très endommagés : « Le beau m'est interdit depuis mon accident » (p. 116). Il porte la plupart du temps un masque de loup. Il souffre physiquement, et de trouble dissociatif de l'identité. Il se traite à la MDMA, au Modafinil, à l'Oxycodone, etc. Autour de lui, on consomme aussi de la cocaïne. Depuis deux ans, à force de surfer sur le net, anonymement, il s'est fait une clientèle pour des interventions spectaculaires ponctuelles à Paris, Budapest, Prague, Berlin...
Il est troublé à Berlin par le regard de La Fille : « elle en a vu passer beaucoup des mecs déguisés en brutes alpha, en totems animaliers, militaires, ou tout simplement cuir, des qui jouent à taper, à attacher, à brûler, à percer, à couper » (p. 40). Il la retrouve à Prague, lors de Konzentration, un événement de Tormenta, et de ses vigiles : « il porte le loup des gens de l'organisation, une tête de lapin blanche, livide, sortie d'un film d'horreur, aux grandes oreilles pointues » (p. 89). Il l'en extrait difficilement, et l'entraîne à Venise...

## Personnages
- La Fille, Sélénè : cheveux roux/écarlates, iris vairon, tatouée (cerf, serpent),
- Markus Schulte, amant, client, Gros Tas, malade chronique,
- Le Loup, chirurgien, 42 ans, Constantin Volkoff selon un passeport, dont une base est à Luxembourg, original, hors la loi et hors de prix,
  - Sofia, son ex-femme, avocate à succès, passée du côté des paraphilies,
  - Léonie, sa petite fille,
- Mademoiselle Kitty Kut, assistante, mon infirmière favorite,
- Musclor, Jakub, videurs,
- Rade (Maslar), Ssadist, le Sadique serbe, et ses deux frères, Brana et Emil, puis Andrej le lourdaud,
- 666, 1027, S3L3N3, Nymphetamin, quatre des filles offertes,
- Leia, Leila El Kalai, acrotomophile, hypersexuelle amazone,
- Maul, Damien Dubertret, de Haute-Loire, apotemnophile,
- diverses silhouettes, comme Kaos, Géant Bleu...

## Thématiques
La redécouverte du désir réciproque d'un homme et d'une femme à travers des jeux de paraphilies, avec violences physiques et meurtres.

## Réception
La réception francophone est très bonne : « apocalypse charnelle », « quand la douleur rejoint le plaisir »,,. Et un entretien avec l'auteur précise le plaisir du lecteur : « épouvantable ».